# Rhododendron chevalieri
Rhododendron chevalieri är en ljungväxtart som beskrevs av Paul Louis Amans Dop och A. Cheval. Rhododendron chevalieri ingår i släktet rododendron, och familjen ljungväxter. Inga underarter finns listade i Catalogue of Life.